# Lukas Schöfl
Lukas Schöfl (Viena, Austria, 11 de febrero de 2001) es un futbolista austriaco que juega como centrocampista en el Wolfsberger AC de la Bundesliga austríaca.

## Estadísticas

### Clubes
Actualizado al último partido disputado el 7 de noviembre de 2021.
| Club                     | Div.          | Temporada     | Liga  | Liga  | Copas nacionales | Copas nacionales | Copas internacionales | Copas internacionales | Total | Total |
| Club                     | Div.          | Temporada     | Part. | Goles | Part.            | Goles            | Part.                 | Goles                 | Part. | Goles |
| ------------------------ | ------------- | ------------- | ----- | ----- | ---------------- | ---------------- | --------------------- | --------------------- | ----- | ----- |
| Wolfsberger AC · Austria | 1.ª           | 2018-19       | 1     | 0     | 0                | 0                | ―                     | ―                     | 1     | 0     |
| Wolfsberger AC · Austria | 1.ª           | 2019-20       | 7     | 0     | 1                | 0                | 1                     | 0                     | 9     | 0     |
| Wolfsberger AC · Austria | 1.ª           | 2020-21       | 6     | 0     | 3                | 1                | 0                     | 0                     | 9     | 1     |
| Wolfsberger AC · Austria | 1.ª           | 2021-22       | 1     | 0     | 0                | 0                | ―                     | ―                     | 1     | 0     |
| Wolfsberger AC · Austria | Total club    | Total club    | 15    | 0     | 4                | 1                | 1                     | 0                     | 20    | 1     |
| Total carrera            | Total carrera | Total carrera | 15    | 0     | 4                | 1                | 1                     | 0                     | 20    | 1     |